# Pyronia bathseba
Pyronia bathseba là một loài bướm trong họ Nymphalidae. Loài này được tìm thấy trên Bán đảo Iberia và Pháp, Maroc, và Algérie. Một loài bướm tương tự là Pyronia tithonus, được tìm thấy ở Bắc Âu.

## Miêu tả
Chúng có sải cánh dài 18–19 mm. Bướm bay từ tháng năm-tháng bảy tùy thuộc vào địa điểm.

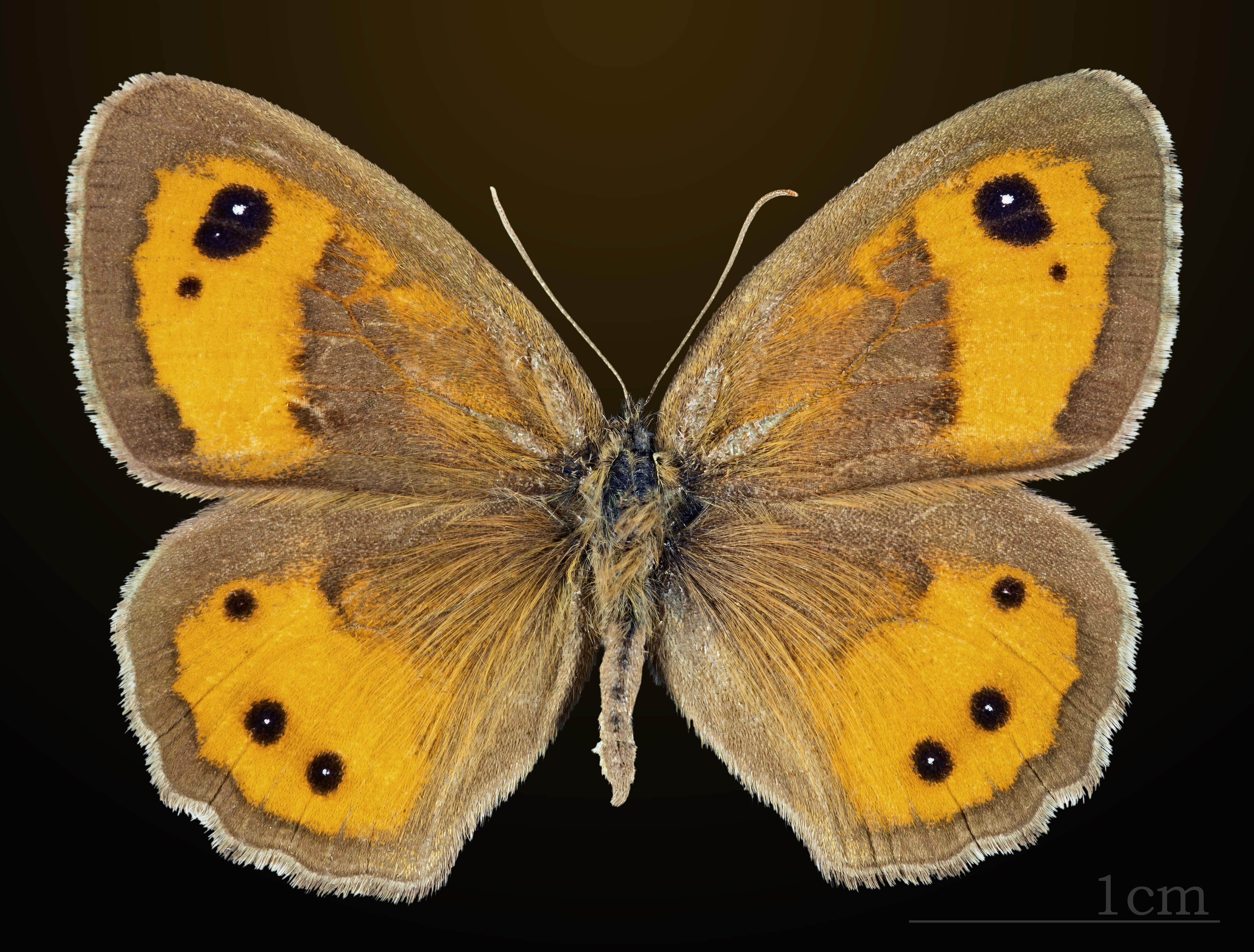
Pyronia bathseba ♂
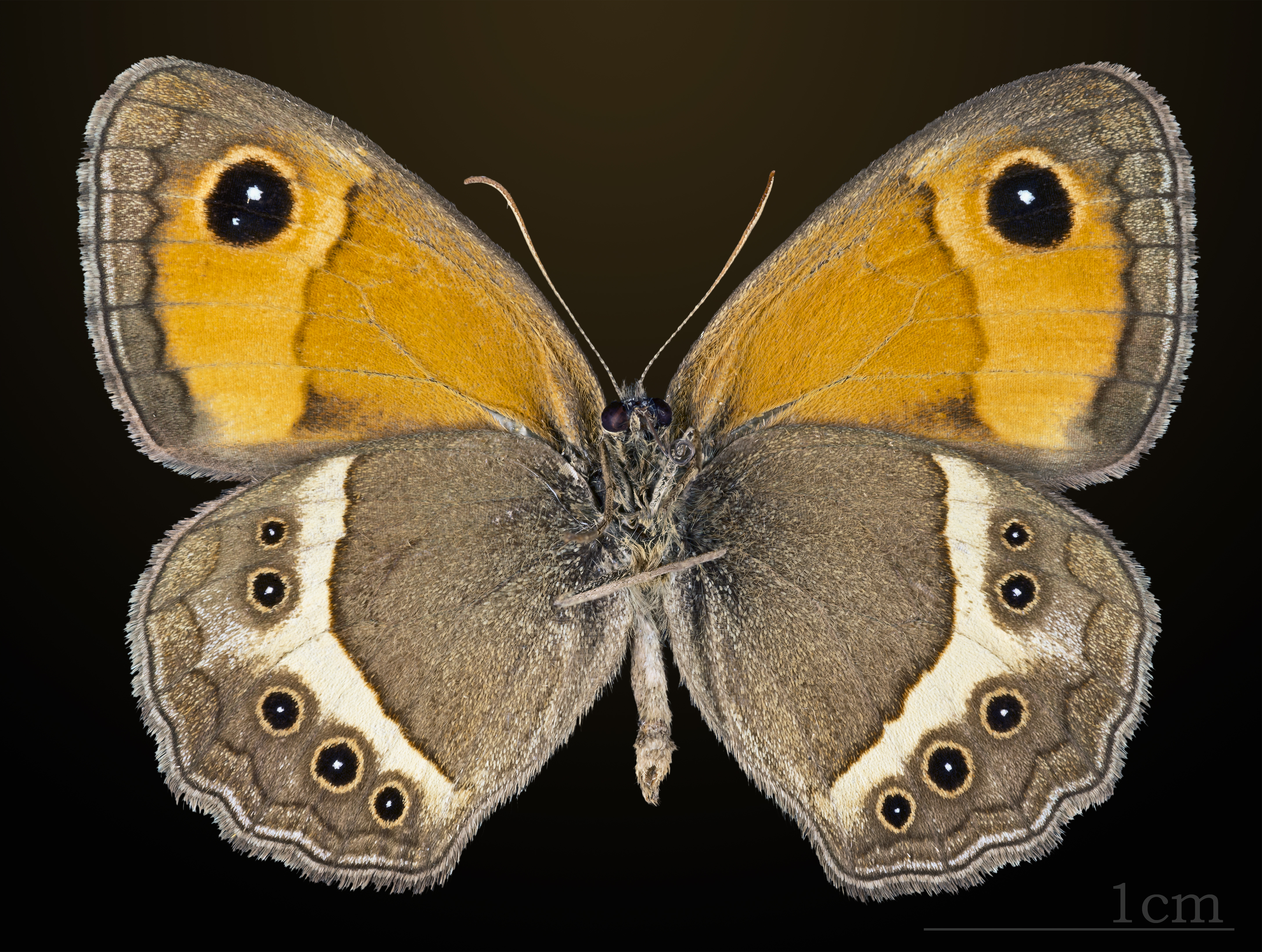
Pyronia bathseba ♂ △
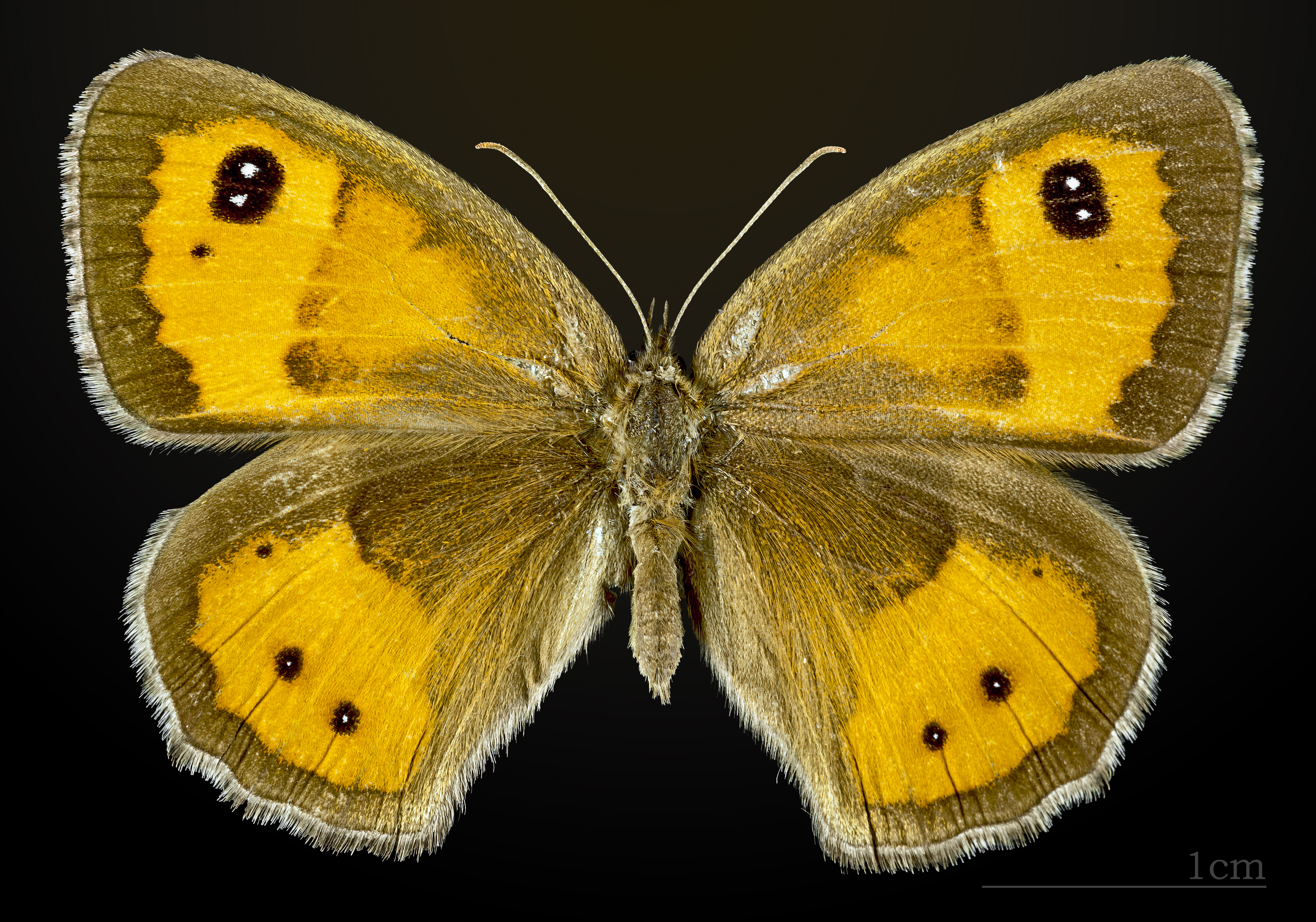
Pyronia bathseba ♀
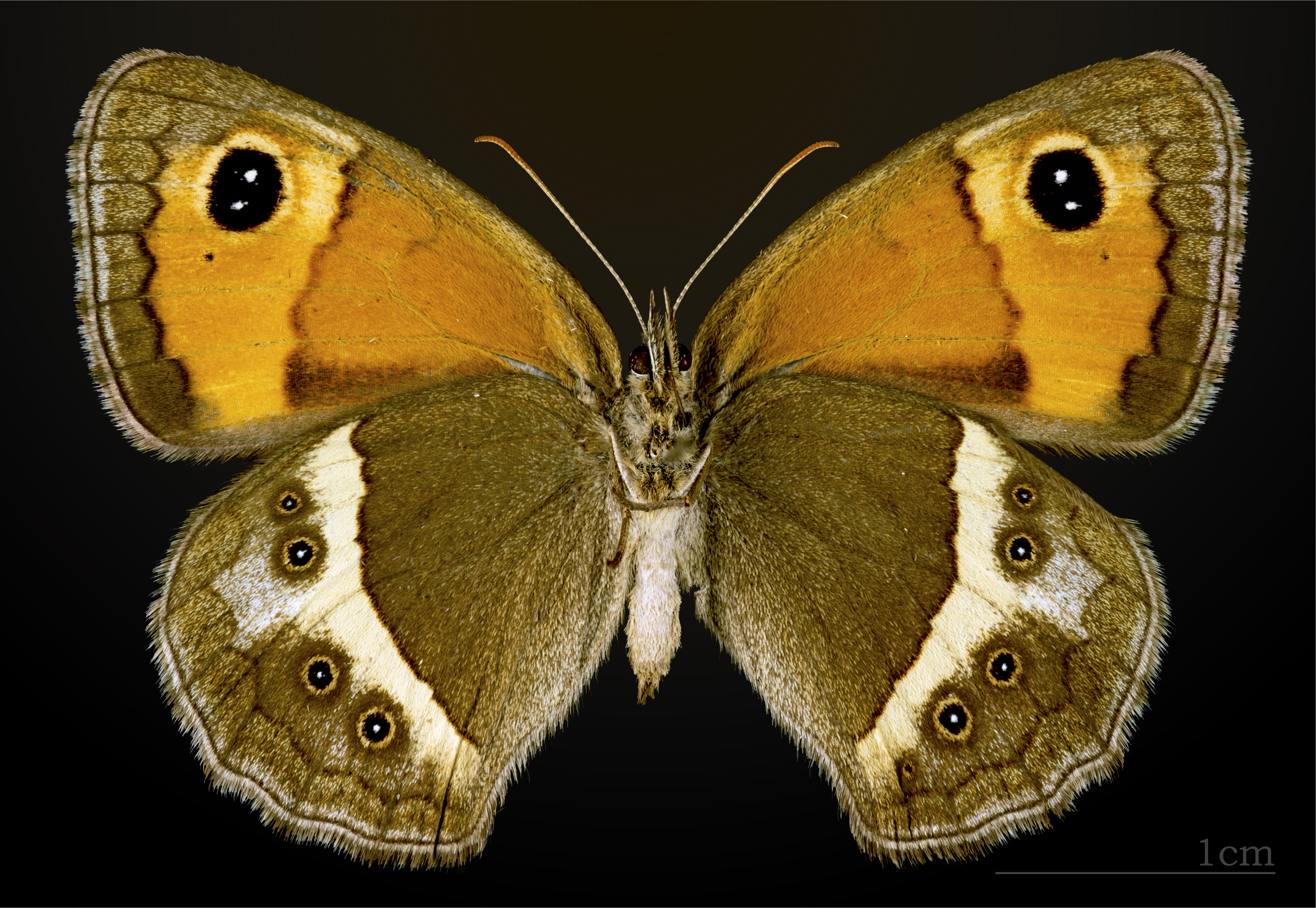
Pyronia bathseba ♀ △

## Sinh học
Ấu trùng ăn các loài Poaceae, chủ yếu là loài Brachypodium.